# Fiat Tempra
Fiat Tempra — среднеразмерный семейный автомобиль, выпускавшийся компанией Fiat с 1990 по 1998 год. Автомобиль был подготовлен на смену модели Fiat Regata. Проект изначально носил имя Tipo 3, будучи промежуточным автомобилем между Fiat Tipo (проект Tipo 2) и большим по размеру Fiat Croma (проект Tipo 4). Fiat Tempra спроектирован на общей платформе с автомобилями Lancia Dedra и Alfa Romeo 155.
В 1991 году автомобиль получил титул Semperit Irish Car of the Year в Ирландии.

## Обзор

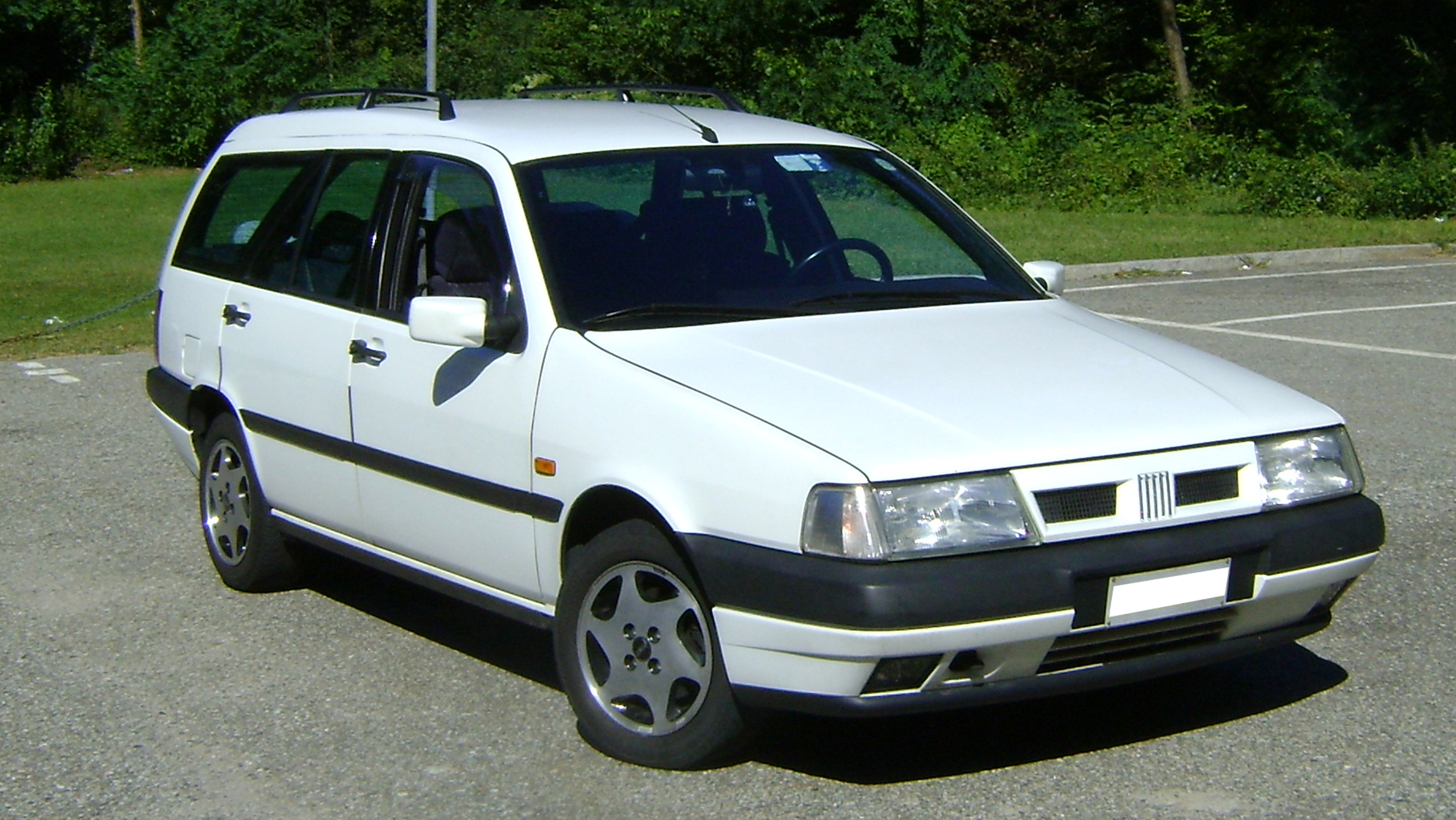
Fiat Tempra универсал

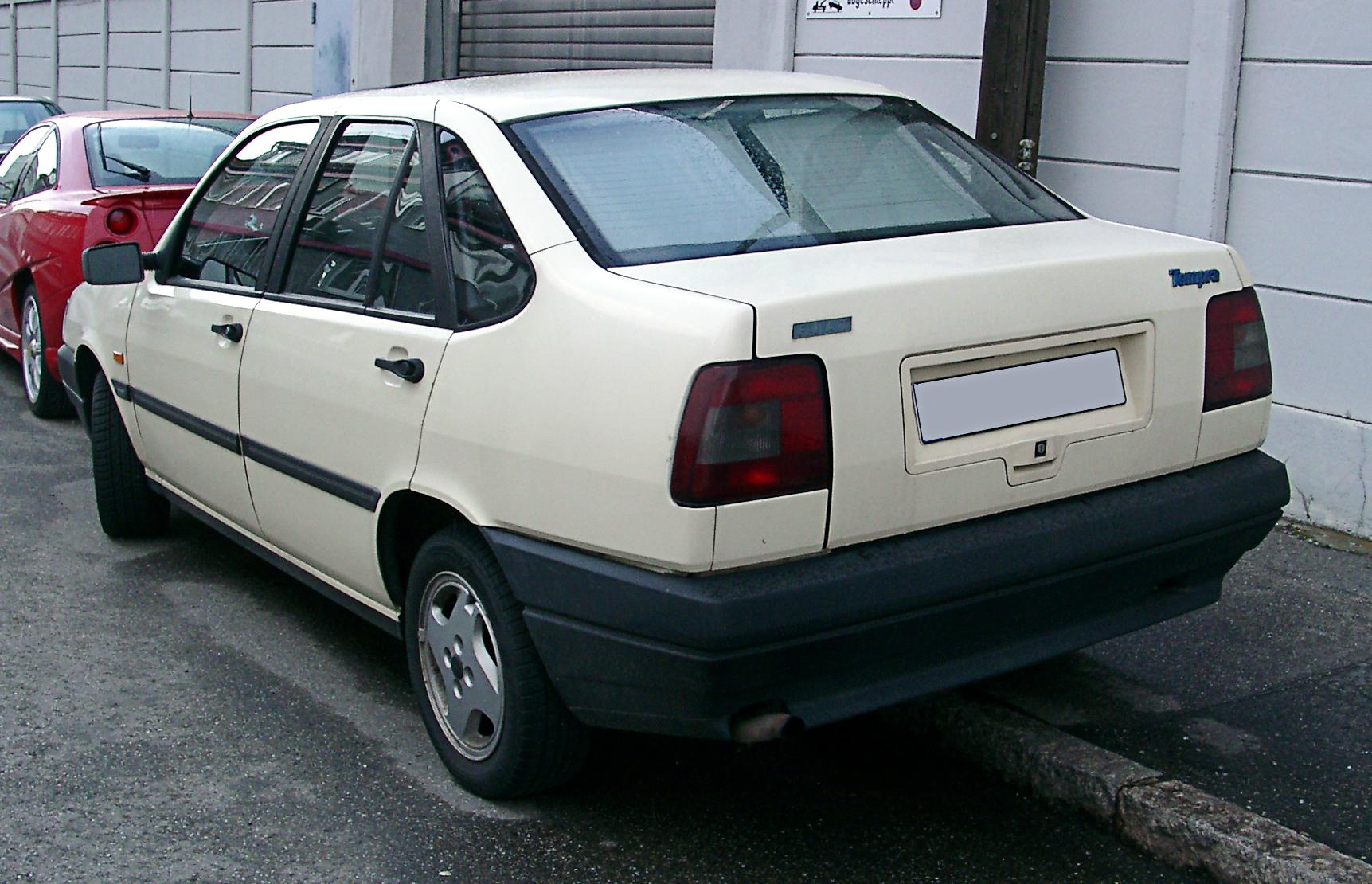
Fiat Tempra вид сзади

Fiat Tempra в исполнении «седан» был представлен в феврале 1990 года, вариант «универсал» начал выпускаться позже в том же году. Изначально автомобили комплектовались бензиновыми двигателями объёмом 1.4, 1.6, 1.8 и 2.0 а также 1,9 л дизельным, как атмосферным, так и турбированным.
Первые версии оснащались карбюраторным впрыском топлива (?) и двигателями 1,4 и 1,6. Позже на автомобили устанавливали 2 вида впрысковых бензиновых двигателей: с моноинжектором BOSCH (аналогичный VW Гольф-Пассат начала 90-х), а на версии 1,8 и 2.0 распределённый впрыск фирмы Вебер. Моноинжектор в сочетании с одновальным 8-ми клаппаным мотором 1.6 считается наиболее удачным с точки зрения соотношения динамика/обслуживание вариантом, и получил наибольшее распространение. Передняя подвеска Мак-Ферсон с поперечным стабилизатором.
Задняя - независимая с продольными рычагами и стабилизатором, вся конструкция задней подвески крепится к кузову через 4 упругих демпфера для большего комфорта.
14-я и последняя модель данного автомобиля в комплектации SX была выпущена по заказу бизнесмена F. Redson из Великобритании в 1997 году. После чего производство автомобиля закончилось и на замену ему пришёл Fiat Marea. Fiat Tempra является "главным героем" советско-итальянского фильма "Автостоп" (1991).

## Окончание производства
Модель Tempra перестала выпускаться в Европе в 1996 году, а в Бразилии в 1998. На смену пришла модель Fiat Marea, которая основана на платформе Fiat Bravo и Fiat Brava.
В Бразилии за восемь лет производства выпущено 204,795 автомобилей, а в Турции, на заводе Tofaş с 1990 по 1995 выпущено 129,590 автомобилей.